# Susana Higuchi
Susana Shizuko Higuchi Miyagawa (* 26. April 1950 in Peru; † 8. Dezember 2021) war eine peruanische Politikerin und Ingenieurin. Sie war die Frau des peruanischen Ex-Präsidenten Alberto Fujimori.

## Leben
Susana Higuchi, Tochter japanischer Eltern, wurde in Peru geboren. Sie war von 1974 bis zu ihrer Scheidung 1995 mit Fujimori verheiratet. Sie war eine der Ersten, die ihrem Ehemann 1992 kriminelle Machenschaften bezüglich Kleiderspenden unterstellte. 1994 bezeichnete sie ihn als Tyrannen und seine Regierung als korrupt. Fujimori entzog ihr daraufhin formell den Titel First Lady im August 1994 und ließ ihre älteste Tochter Keiko Fujimori dieses Amt übernehmen. Higuchi gründete daraufhin ihre eigene politische Partei, den Movimiento Armonía Siglo XXI - Frempol („Bewegung Harmonie 21. Jahrhundert – Frempol“). Sie kandidierte für das Bürgermeisteramt in Lima. Doch die Oberste Wahlbehörde Perus schloss sie und ihre Partei von den Präsidenten- und Parlamentswahlen im April 1995 aus.
Von 2000 bis 2006 war sie als Abgeordnete der Partei Frente Independiente Moralizador (FIM) von Fernando Olivera, Mitglied des Peruanischen Kongresses. 
Aus ihrer Ehe mit Alberto Fujimori hatte sie vier Kinder: Keiko, Hiro, Sachi und Kenji.
Sie starb am 8. Dezember 2021 im Alter von 71 Jahren an den Folgen einer Krebserkrankung.